# Stephen Massey
Stephen Leigh Massey, baron Massey de Hampstead (né en septembre 1957) est un financier britannique. Partisan de Rishi Sunak, il est directeur général du Parti conservateur de novembre 2022 à décembre 2024,.

## Biographie
Massey rejoint le Parti conservateur en 1974. En 1976, il s'inscrit au Hertford College d'Oxford pour étudier la Philosophie, politique et économie (PPE),. Pendant ses études à l'Université d'Oxford, il est président de l'Association conservatrice de l'Université d'Oxford en 1978. Il est trésorier des Amis conservateurs d'Israël (CFI) de 2010 à 2022, avant d'en devenir le président en 2022.
Massey est directeur général de Prudential-Bache International, une société de courtage et une sous-division de Prudential Securities, de 2001 à 2003,,. En décembre 2003, il rejoint le conseil d'administration d'Eden Financial Limited, une société de courtage en valeurs mobilières et de gestion de fonds. Il devient président exécutif d'Eden l'année suivante,. Canaccord Genuity achète Eden Financial en septembre 2012 et Massey est nommé responsable de sa gestion de patrimoine au Royaume-Uni.
Dans le cadre des honneurs de démission de Rishi Sunak en avril 2025, il est nommé pair à vie, et est créé baron Massey de Hampstead, de Lacock dans le comté de Wiltshire le 12 mai 2025. Il est présenté à la Chambre des lords le lendemain où il siège en tant que pair du Parti conservateur.